# 勒内·施奈德
勒内·施奈德·舍罗（西班牙語：René Schneider Chereau，1913年12月31日—1970年10月25日），1970年智利总统大选时智利陆军总司令，因面对信奉马克思主义的总统阿连德持中立态度，拒绝军队干涉政治，在福贝尔特行动中遭国内右翼和美国中央情报局特工绑架，未遂而被杀。